# Nanping
Nanping (egyszerűsített kínai írással: 南平, pinjin: Nánpíng) prefektúra szintű város Kínában, Fucsien tartományban. Lakosainak száma 2 680 645 fő (2020).

## Népesség
| 2018 | 2 690 000 |
| 2020 | 2 680 645 |

## Testvérvárosok
- City of Albury